# 湖南湘涛足球俱乐部2022赛季
2022赛季的湖南湘涛队是中国足球乙级联赛的成员。2022赛季湖南湘涛队主要参加中乙联赛。受新冠肺炎疫情影响，该赛季中乙联赛为赛会制。

## 赛季介绍
2022年，受新冠疫情和中国经济下行等因素影响，为给中国各级职业联赛参赛俱乐部解决欠薪问题足够的空间，中国足协解除了包括湖南湘涛在内的多家俱乐部的引援禁令。3月15日，球队在益阳基地集结备战。4月3日，中国足协公布了2022赛季职业联赛准入名单，湖南湘涛名列其中。4月底，湖南湘涛在长沙月亮岛进行备战，并与湖南师范大学、长沙市一中的男足队伍进行了热身赛。5月6日，“德国转会市场”网站突然公布了湖南湘涛的引援名单，在2021年征战过中冠联赛的湖南星锐足球俱乐部（原为大连星锐足球俱乐部，2021年8月26日落户湖南娄底）的大连籍年轻球员被引入湖南湘涛球员名单，原计划引进的球员和大部分老球员被解约，以贾宏为首的教练组也全部离职。此举在湖南球迷之中引发热议和担忧，湖南红辣椒球迷协会也于5月8日发文《@星锐 请正面回答湖南球迷三个问题》，敦促当事方湖南星锐解答三个问题。5月17日，未得到答复的湖南红辣椒球迷协会发布公告，宣布暂停对湖南湘涛的支持。与此同时，离队老球员在贾宏的带领下，转投湖南芒果巴足球队征战中冠联赛。6月16日，中国足协公布2022赛季中乙联赛第一阶段分区情况，湖南湘涛被分入盐城赛区，受新冠疫情影响，该赛季中乙仍为赛会制。7月2日，湖南湘涛在首轮比赛中2比0击败绍兴上虞翼龙，取得开门红，但从第二轮比赛开始，球队遭遇七连败，同时因中国足协恢复引援禁令导致部分球员无法使用，球队在凑不齐参赛人数的情况下，弃权了第8轮对战无锡吴钩、第9轮对战武汉江城、第10轮对战丹东腾跃的比赛，被扣除了3个联赛积分的湖南湘涛排名盐城赛区最后一名，落入保级组。10月底，湖南湘涛支付了仲裁款项，再度解除了引援禁令，但由于积分差距过大，无力回天的湖南湘涛在11月9日0比3不敌南通海门珂缔缘后，提前一轮宣告降级至中冠联赛。整个赛季，湖南湘涛的成绩为2胜1平12负，创下建队以来最差成绩。以老球员为班底参加中冠的湖南芒果巴，仅获中冠联赛第13名，而以湖南星锐球员为班底的湘潭灵点足球队，也未能从分区赛突围。